# يعقوب بك الثاني
يعقوب بك الثاني، حكم إمارة كرمايان ثلاث مرات، ما بين 1387م-1390م و1402م-1411م، ثم 1413م-1428م.

## تعريف
جده هو "چاه شادان محمد بن يعقوب" (بالتركية: Çahşadan Mehmed bin Yakub)‏، وأمه ابنة "مُبَرِّزُ الدين عمر بن سافجي" (بالتركية: Mübarizüddin Umur bin Savcı)‏، أحد أمراء إمارة كرمايان،  والده سليمان شاه، وصهره السلطان بايزيد الأول، وشقيقته دولت شاه خاتون زوجة السلطان بايزيد الأول، وعمه هو "يعقوب بك بن عمر" أحد أمراء يعقوب بك الأول.

## حياته
حكم يعقوب بك الثاني إمارة كرمايان عام 1387م بعد وفاة والده سليمان شاه، واستمر حكمه دون أي حروب حتى عام 1390م. وكغيره من بكوات الأناضول الآخرين، أرسل جنوداً مساعدين للسلطان العثماني مراد الأول في معركة كوسوفو الأولى التي خاضتها الدولة العثمانية ضد الصليبيين عام 1389م. وأراد يعقوب بك، كغيره من بكوات الأناضول، خاصةً القرامينيين، الاستفادة من مقتل السلطان مراد الأول في هذه الحرب، فتحرَّك يعقوب بك، وبدأ أولاً بغزو الأراضي التي ضُمَّت إلى الأراضي العثمانية كمهر لأخته دولت شاه خاتون زوجة السلطان بايزيد الأول الذي حكم الدولة العثمانية بعد وفاة أبيه السلطان مراد الأول، وكان مهرها أن اقتطعت إمارة العثمانيين أغنى أراضي إمارة كرمايان: مدن «طفشانلي» (بالتركية: Tavşanlı)‏ و«إيميت» (بالتركية: Emet)‏ و«سيماف» (بالتركية: Simav)‏، بما في ذلك العاصمة كوتاهية. ثم بدأ يعقوب بك في غزو الأماكن التي ضُمَّت إلى الأراضي العثمانية. قام السلطان بايزيد بتسوية أمور الروملي، ثم انتقل سريعًا إلى الأناضول. وبعد أن هدأت الأحداث في إمارة صاروخان وإمارة آيدن وإمارة منتشا، زحف على إمارة كرمايان.
أدرك يعقوب بك أن صهره السلطان يلدريم بايزيد لم يأت بنوايا حسنة، فاستقبله ببعض الهدايا. ومع ذلك، لم يجد السلطان بايزيد أن تصرفات يعقوب كانت صادقة، فقام باعتقاله مع قائده "حصار بك" (بالتركية: Hisar Bey)‏، وسجنه في قلعة إپسالا في الروملي ، وضم جميع أراضي كرمايان إلى الدولة العثمانية عام 1390م.     

## آثاره
قام يعقوب بك ببناء مسجد أولو جامع في مركز عشاق عام 1406م. يقع قبر يعقوب بك في المجمع الذي بناه عام 1411م كمطبخ للفقراء ومدرسة ومسجد وحمام ومكتبة في كوتاهية. يُستخدم هذا المجمع حاليا كمتحف للخزف الصيني اليوم، ويُعرف أيضًا باسم "النافورة السماوية" (بالتركية: Gök Şadırvan)‏ نظراً لوجود حوض سباحة مصنوع من الرخام في وسطها.